# Robustagramma pallidistylum
Robustagramma pallidistylum är en tvåvingeart som beskrevs av Marshall och Xiaolong Cui 2005. Robustagramma pallidistylum ingår i släktet Robustagramma och familjen hoppflugor. Inga underarter finns listade i Catalogue of Life.